# Европейска мигрантска криза
Европейската мигрантска криза от 2015 г. възниква поради многократното увеличение на потока от бежанци и икономически мигранти в Европа (устремили се към богатите страни от Шенгенската зона в Европейския съюз), идващи от страните главно в
Близкия изток, Африка и Южна Азия, и от неготовността на ЕС да ги приеме и разпредели. Към тези проблеми се добавят и настроенията, които това преселение се очаква да предизвика или вече предизвиква сред европейските общества, политическите партии в тях и властите.
Тези бежански потоци са движени от социалните вълнения в арабските страни, но най-вече от Гражданската война в Сирия (50% през септември 2015 г.). Освен сирийските бежанци в Европа пристигат и много други мигранти (от Афганистан (13%), Пакистан (3%), Еритрея (8%), Сомалия (3%), Нигерия (4%), Ирак (3%), Судан (2%)),, а по данни от 2014 г. – Косово, Албания, Бангладеш, Нигер, Чад, Мали, Гамбия, Гана) които се насочват предимно към Централна и Северна Европа, и по-специално Германия и Швеция. През 2015 година администрациите на страните от ЕС са уважили молбите за предоставяне на убежище на 97% от заявителите от Сирия, 90% – от Еритрея, 86% – от Ирак, 67% – от Афганистан, 65% – от Иран, 63% – от Сомалия, 56% – от Судан и значително по-малък дял за пристигащите от други страни.

## Основни понятия
По българското законодателство съществуват 4 вида закрила – убежище, статут на бежанец, хуманитарен статут и временна закрила. Основен правен източник е Законът за убежището и бежанците. Държавното ведомство, което пряко се занимава с бежанците, е Държавната агенция за бежанците при МС (ДАБ).

### Хуманитарен статут
Правната регламентация на предоставянето на хуманитарен статут в Република България се съдържа в Закона за убежището и бежанците, приет през 2002 г.
Хуманитарен статут се предоставя на чужденец, принуден да напусне или да остане извън държавата си, тъй като е изложен на реална опасност от тежки посегателства, като:
- смъртно наказание или екзекуция;
- изтезание или нечовешко или унизително отнасяне или наказание;
- тежки и лични заплахи срещу живота или личността му като гражданско лице поради насилие в случай на вътрешен или международен въоръжен конфликт.

Хуманитарен статут може да бъде предоставен и по други причини от хуманитарен характер, както и поради причините, посочени в заключенията на Изпълнителния комитет на Върховния комисар на Организацията на обединените нации за бежанците. Той се предоставя по преценка на председателя.

### Статут на бежанец
Статут на бежанец се предоставя на чужденец, който се страхува от преследване поради своята раса, религия, националност, принадлежност към определена социална група или поради политическо мнение и/или убеждение, и поради тези причини не може или не желае да се ползва от закрилата на тази държава или да се завърне в нея.
Пресичането на държавната граница според Наказателния кодекс на Република България е престъпление, освен в случаите, когато това се прави с цел получаване на убежище.
| „                                                    | (1) Който влезе или излезе през границата на страната без разрешение на надлежните органи на властта или макар с разрешение, но не през определените за това места, се наказва с лишаване от свобода до пет години и с глоба от сто до триста лева. (2) Ако деянието по ал. 1 е извършено повторно, наказанието е лишаване от свобода от една до шест години и глоба от сто до триста лева. (3) В случаите по предходните алинеи съдът вместо глоба може да наложи конфискация на част или на цялото имущество на виновния. (4) Приготовление към престъпление по ал. 1 и 2 се наказва с лишаване от свобода до две години или с пробация. (5) Не се наказва онзи, който влезе в страната, за да се ползува от правото на убежище съгласно с Конституцията. | “ |
| Чл. 279 от Наказателния кодекс на Република България | |   |

### Лица, които пристигат в Европа
В категорията имигранти (immigrants) попадат търсещите убежище (asylum seekers), бежанците (refugees) и икономическите мигранти (economic migrants), защото белегът тук е чуждата националност, а не причините за бягството.
Търсещи убежище (asylum seekers; Asylsuchende) са лица, които са кандидатствали за убежище, позовавайки се на Конвенцията за бежанците и статута на бежанците от 1951 г., на основание, че връщането им в страната им на произход поражда основателни страхове от преследване заради раса, вяра, националност, политически убеждения или членство в определена социална група. Лицето остава търсещо убежище докато заявлението му или оспорването на отказ очакват разглеждане.
Бежанец (refugee; Asylbewerber, Flüchtling) е такова лице, търсещо убежище, чието заявление е било одобрено. По-широкото значение на понятието се отнася до лице, което бяга от гражданска война или природно бедствие, и не непременно се опасява от преследване по смисъла на КБСБ от 1951 г.
Икономически мигрант (economic migrant), известен и като трудов мигрант (labour migrant), наричан и за по-кратко само мигрант (migrant), е лице, което е напуснало страната си на произход в търсене на заетост чрез законни или незаконни средства. Обикновено икономическите мигранти се представят за търсещи убежище, но в действителност нямат основанията, изброени в КБСБ от 1951 г. Икономически мигранти могат да бъдат и граждани на ЕС, когато те напускат страната си на произход и отиват в друга страна членка на ЕС в търсене на заетост.

### Дъблински регламент
Според разпоредбите на Дъблинския регламент за кандидатите за убежище трябва да се погрижи страната, на чиято територия те за първи път са стъпили в ЕС.

## Статистически данни и прогнози

### Пристигнали по море и по суша
По данни на Фронтекс през 2014 г. са отчетени 283 532 пристигания в ЕС по вода и суша общо.
| Пристигания по вода и суша в ЕС през 2014 по националност | Пристигания по вода и суша в ЕС през 2014 по националност |
| --------------------------------------------------------- | --------------------------------------------------------- |
| Сирия                                                     | 79 169                                                    |
| Еритрея                                                   | 34 586                                                    |
| Неопределени по националност от Субсахарна Африка         | 26 341                                                    |
| Афганистан                                                | 22 132                                                    |
| Косово*                                                   | 22 069                                                    |
| Мали                                                      | 10 575                                                    |
| Албания                                                   | 9323                                                      |
| Гамбия                                                    | 8730                                                      |
| Нигерия                                                   | 8715                                                      |
| Сомалия                                                   | 7676                                                      |
| Други                                                     | 54 216                                                    |
| Общо                                                      | 283 532                                                   |

### Молби за бежански статут
По данни на немската Федерална статистическа служба 29% от подалите молба за политическо убежище (asylum) в Германия през първата половина на 2015 г. са деца и младежи под 18 г. и почти 51% са на възраст между 18 и 34 години. Това означава, че приблизително 80% от търсещите политическо убежище в Германия са на възраст под 35 години. За сравнение от цялото немско население през 2013 г. под 35 години са били 36%. В Германия подадените молби за политическо убежище през първото полугодие на 2015 г. са близо 172 000. На второ място е Унгария с 67 000 за същия период. 

### Очаквания за мигрантския поток
От изявление на немския канцлер Ангела Меркел пред Бундестага става ясно, че очакваният брой на мигрантите до 2018 г. е 5 млн. души.

## Реакция на политици

### България
Позицията на българския външен министър Даниел Митов е, че трябва да се работи за създаване на бежански центрове извън Европа, като се помогне на държавите, приютили бежанци, като Турция и Ливан. Според него е необходимо да се прави разлика между бежанец и икономически мигрант, и че статутът на бежанец не дава право за постоянно обитаване на Европа.

### Германия
Канцлерката на Германия Ангела Меркел се изказва за приемане на мигрантите. В изявление на германското правителство от 7 септември 2015 г. то изразява готовност да изразходи 6 млрд. евро за мигрантите. Позицията на Меркел е, че помощ към мигрантите отразява европейските ценности и за справянето с проблема е нужна европейска солидарност. Справянето с бежанската вълна е определено от нея като национална задача за Германия. 
| „             | Германия е станала страна, с която хората свързват надеждите си. Това е много ценно, ако погледнем историята си. | “ |
| Ангела Меркел | |   |

### Хърватия
Хърватия изразява готовност да не възпрепятства преминаването на мигранти по пътя им на запад, за да се облекчи обстановката на унгарско-сръбската граница, но след преминаването на 5650 души през сръбско-хърватската граница между 16 и 17 септември хърватското правителство съобщава, че все пак мерки за затягане на контрола ще бъдат взети.

### Унгария
Унгарският министър-председател Виктор Орбан е противник на готовността за приемане на мигрантите в ЕС, защото според него това ще отприщи още повече имиграция на запад и заплашва устоите на Европа. 
Ако пуснем всички, това ще унищожи Европа.
От 15 септември 2015 г. в Унгария действат извънредни мерки: обявено е извънредно положение в мирно време в две южни унгарски области, незаконното преминаване на държавната граница бива последвано от арест, границата със Сърбия е затворена с метални ограждения.

## Решения на ЕС
Годишните разходи за всеки бежанец варират между 12 и 13 000 евро, в зависимост от държавата. Тази сума включва разходите за жилище, храна, джобни пари, медицински грижи, както и административни разходи.

## Обществени нагласи спрямо мигрантския поток
Социологическо проучване на института „Емнид“ показва, че 64% от немските граждани искат да могат да гласуват на национален референдум по въпросите за приема и разселването на мигранти в Германия. Против са едва 33%. Също така 66% от немците вярват, че е възможно разделение сред немското общество на два лагера по отношение на мигрантската криза. Засича се нарастване на недоволството на местните граждани от различни населени места поради видими затруднения на властите при справянето с настаняването на мигрантите.
Извън описаната по-горе официална българска позиция, през есента на 2016 г. все повече политици и общественици изказват крайни мнения за употреба на оръжие по границите. Сред тях са Красимир Каракачанов, Богдан Николаев Николов и други. Не по-малко гласовит е и лагерът, противопоставящ се на това. Там влизат Виктор Лилов и други.

## Престъпност, породена от кризата с мигрантите

### В България
През нощта на 1 срещу 2 ноември 2013 г. имигрантът от алжирски произход Салахадин Бин Аладин, нападна и наръга с нож младо момиче в центъра на София тази нощ. Жертвата – Виктория Христова, е била промушена 10 пъти в магазина, в който работи. 20-годишното момиче е в „Пирогов“, а лекарите се борят за живота му. По-късно от „Пирогов“ съобщиха, че жертвата е с прорезни рани по главата и ръцете и че вече няма опасност за живота ѝ. То било нападнато след като видяло, че единият от мъжете в магазина взело нещо от него. Затичало се да го догони, но арабинът я нападнал.
На 9 октомври 2015 г. в София е засечено престъпление, по което е образувано досъдебно производство. Свада между афганистанец и друг мигрант довежда до намушкване на афганистанеца. За случая първоначално полицията е отрекла, но на 10 октомври 2015 г. е потвърдила.
На 15 октомври 2015 г. незаконно преминали границата имигранти са били засечени от служители на Гранична полиция в околностите на Елхово. При опит да бъдат задържани те са оказали съпротива, при което един от тримата служители е произвел изстрел с цел сплашване, но вследствие на рикошет един от нелегалните мигранти е прострелян. На път за болницата умира. Според главния секретар на МВР са задържани 54 души, за които е установено, че са с афганистански произход, от мъжки пол, на възраст между 20 и 35 години.
На 19 август 2016 г. МВР признава, че профилът на преминаващите българската граница мигранти се е променил и ги определя като с „подчертано по-агресивен тип поведение или прояви на форма на агресия“. Освен това, отчетена е и промяна в страната им на произход, възраст и модел на поведение.

### В Германия
За канцлера е важно да излезе наяве цялата истина за тези събития, нищо да не се потулва, нито да се разкрасява. ... Преди да се правят изводи обаче, трябва да се изчакат резултатите от разследването. Иначе ще бъде нанесена вреда на Германия като правова държава и на бежанци, които нямат никаква вина, които търсят закрила у нас. ... 
 В случая става дума, на първо място, не за бежанци, а за престъпници.
Нулева толерантност спрямо престъпност и сексуални посегателства! Държавата ни трябва да остане такава, каквато е – силна и функционираща. Това дължим на германците и на бежанците, които в голямото си мнозинство са порядъчни хора. Ето защо сме длъжни и да изчерпим докрай всички възможности на международното право, за да можем да върнем в родината им кандидати за убежище, извършили престъпление. Трябва и да проверим какви възможности има за осъществяване на основния принцип – осъдени зад граница да излежат присъдите си в държавата, чиито граждани са те. Защо германските данъкоплатци да плащат престоя в затвор на чужди престъпници? А и като те знаят, че ги заплашват решетки в родината им, то това ги възпира далеч повече, отколкото перспективата да лежат в германски затвор.

#### Престъпност в бежанските лагери
Според британския таблоид „Дейли Мейл“ в бежанските лагери в Германия от края на лятото на 2015 г. нарастват случаите на престъпление. Засечени са случаи, при които жени от лагерите за настаняване са принуждавани да предоставят сексуални услуги. В лагер в Кицинген градската управа е взела решение да назначава само мъже чистачи, заради случаите на посегателства срещу жени, а междувременно жените работят с постоянна охрана. За провинция Баден-Вюртемберг има данни за поне 6 засечени случая на изнасилване в бежанските лагери. Съобщава се и за сбивания между мигранти от Албания и Афганистан, които са предимно въоръжени с ножове, но е установено, че един от тях е притежавал пистолет.

#### Новогодишни нападения срещу жени
В новогодишната нощ на 2015 срещу 2016 г. в немските градове Кьолн, Хамбург, Щутгарт са извършени нападения срещу жени, при което те са били ограбени, сексуално малтретирани, а някои от тях изнасилени въпреки засиленото полицейско присъствие в празничната нощ. Според полицейски доклад около мястото на събитията във въпросната нощ са присъствали „няколко хиляди души, предимно мъже, с миграционен произход“, а при съприкосновението си с полицията късали показно документите си, а един е цитиран да казва: „Аз съм сириец и вие трябва да се държите любезно с мен. Лично госпожа Меркел ме покани“.
Само в Кьолн жалбите са над 200. Във връзка с нападенията пред жп гарата и Кьолнската катедрала са задържани двама мъже, а общо 31 се разследват за участие в тях. У двамата задържани са намерени видеокадри, на които за заснети посегателствата. От тези 31, 2 са немски граждани, а 29 са чужденци; а от чужденците 18 са в очакване да получат бежански статут. Срещу 21 се води следствие. Тези 31 лица са от следните националности: 9 алжирци, 8 мароканци, 5 иранци, 4 сирийци, 2 германски граждани, иракчанин, сърбин и американец. От писмено описаните 32 престъпления 3 са за сексуално насилие, а останалите за кражби и/или нанесени телесни повреди. 
За някои от бежанците се знае, че са дошли от центрове за настаняване около Дуисбург.
Двамата задържани са на възраст 16 и 23 (мароканец и тунизиец). И двамата очакват да получат политическо убежище. 16-годишният е известен на полицията вече като джебчия. След задържането си са заведени в следствения арест, а съдия трябва да постанови постоянната им мярка за неотклонение.
Шефът на полицейския синдикат в провинция Северен Рейн-Вестфалия Арнолд Пликерт свидетелства за направени в празничната нощ около 100 проверки на лица, сред които и такива с документи, издадени от Службата за миграция и бежанци.
Ръководителят на кьолнската полиция Волфганг Алберс е освободен и предсрочно пенсиониран след като немската общественост порица забавения отговор спрямо престъпленията. На 1 януари кьолнската полиция е съобщила, че новогодишната вечер е преминала спокойно и е премълчала за правените проверки през нощта и за произхода на проверените, които били главно от Сирия, Ирак и Афганистан. 
В Хамбург се води разследване по 70 писмени оплаквания.
В отговор на нападенията немските граждани от Дюселдорф образуват граждански патрули. Такива отряди за самоотбрана се образуват и във Финландия. Известни са като „Воини на Один“ (около 500 души).
Немската полиция работи по версията, че нападенията са предварително организирани и са част от престъпна мрежа с цел джебчийство. Изказват се и мнения, че става въпрос за културен сблъсък на имигранти от преобладаващо мюсюлмански страни и европейци или за нова форма на терористични нападения.

#### Други случаи
- 21-годишен бежанец от Сирия убива с нож за дюнер жена,[25] с която по-рано е започнал спор. Убийството става в немския град Ройтлинген, а убитата жена е бременна и е от полски произход. Мъжът е известен на немските власти и е проявявал агресия и друг път.

- На 24 юли 2016 г. в баварския град Ансбах 27-годишен сирийски мигрант, чиято молба за убежище е била отхвърлена преди две години, но е получил временно позволение за престой, се е самовзривил (23:10 българско време) пред бар, като преди това е искал да бъде допуснат без билет на предстоящия музикален фест. На рок фестивала в този бар се е очаквало да присъстват близо 2000 души. В раницата му са открити пирони, което предполага намерение за нанасяне на възможно най-много поражения. По първоначални данни ранените са поне 12, а трима са сериозно ранени.[26] Баварският министър на вътрешните работи е изразил предположения, че нападението по всяка вероятност е породено от радикалноислямистки подбуди.

## Мигранти, придобили известност
Палестинският бежанец Айхам Ахмад (27), придобил международна известност от видео, в което свири на пиано сред разрухата в бежански лагер в Дамаск, е удостоен с награда за правата на човека, известна като Международна Бетовенова награда за човешки права, мир, приобщаване и борба срещу бедността, в немския град Бон. Видеата му започват да се разпространяват през 2014 г. 

## Галерия
- Емигранти на жп гара Виена Запад на 5.09.2015 г. На този ден без документи и граничен контрол от Унгария в Австрия са около 9000 души.
- Бежанци / мигранти на гранично-пропускателния пункт Wegscheid
- Демонстрация на Пегида и контра демонстрация срещу Пегида в австрийската столица Виена на 2 февруари 2015 г.
- Демонстрации срещу исляма – митинг на Националната коалиция, проведен в Прага на площада на мира 28 октомври 2015 г.
- Демонстрация „Бежанците са добре дошли – за хуманно политика за предоставяне на убежище“ на 3 октомври 2015, Виена – Австрия